# Cyflumetofen
Cyflumetofen ist ein Akarizid und Insektizid aus der Wirkstoffgruppe der β-Ketonitrilderivate. Es wurde von der japanischen Firma Otsuka AgriTechno Co., Ltd. entwickelt und 2007 auf den Markt gebracht.

## Darstellung
Zunächst wird 4-tert-Butylphenylacetonitril mit Dimethylcarbonat umgesetzt und das dadurch gewonnene Intermediat umgeestert, um die 2-Methoxyethoxyethylgruppe einzuführen. Diese Verbindung wird wiederum mit 2-Trifluormethylbenzoylchlorid zur Reaktion gebracht, wobei Cyflumetofen entsteht.

## Eigenschaften
Cyflumetofen ist ein kristalliner, weißer Feststoff ohne Geruch. Während es in Wasser praktisch unlöslich ist, löst es sich gut in einigen organischen Lösungsmitteln wie Dichlormethan oder Aceton. Mit einer Halbwertszeit von neu Tagen ist es im Boden nicht persistent. Unter Einstrahlung von ultraviolettem Licht baut es sich rasch ab (Halbwertszeit 0,04 Tage bei einem pH-Wert von 7). Das Molekül besitzt ein Stereozentrum. Das bedeutet, dass es zwei Konfigurationsisomere gibt. Das technische Produkt ist ein racemisches Gemisch.

## Wirkungsweise und Verwendung
Cyflumetofen ist ein selektiv wirksames Akarizid ohne negative Effekte auf Nichtzielorganismen. Als sogenanntes Propestizid entsteht das aktive Metabolit erst im Zielorganismus durch Hydrolyse oder Decarboxylierung. Dieses hemmt den Elektronentransport im mitochondrialen Komplex II (Succinat-Dehydrogenase). Dadurch wird die Atmungskette unterbrochen, was die Bewegungsfähigkeit einschränken und schließlich zu Lähmung und Tod der Zielorganismen führen kann.
Anwendung findet Cyflumetofen gegen eine Vielzahl unterschiedlicher Milben im Anbau von Zitrusfrüchten, Weintrauben, Äpfel, Erdbeeren, Tomaten und Baumnüssen.

## Zulassung
Der Wirkstoff Cyflumetofen ist in der Europäischen Union seit 2013 zugelassen. In Deutschland sind Pflanzenschutzmittel mit Cyflumetofen zugelassen. In Österreich sowie der Schweiz sind keine Präparate mit dem Wirkstoff erhältlich.

## Externe Links zu erwähnten Verbindungen
1. ↑  Externe Identifikatoren von bzw. Datenbank-Links zu 4-tert-Butylphenylacetonitril:  CAS-Nr.: 3288-99-1, EG-Nr.: 221-944-1, ECHA-InfoCard: 100.019.950, PubChem: 76784, Wikidata: Q72504007.
2. ↑  Externe Identifikatoren von bzw. Datenbank-Links zu 2-Trifluormethylbenzoylchlorid:  CAS-Nr.: 312-94-7, EG-Nr.: 206-233-6, ECHA-InfoCard: 100.005.668, PubChem: 67561, ChemSpider: 60883, Wikidata: Q27275913.